# Miconia pisinna
Miconia pisinna är en tvåhjärtbladig växtart som beskrevs av John Julius Wurdack. Miconia pisinna ingår i släktet Miconia och familjen Melastomataceae. Inga underarter finns listade i Catalogue of Life.